# Wulff Fürstenberg
Joel Wulff Fürstenberg, född 4 september 1891 i Kalmar, död i maj 1990 i Stockholm, var en svensk lärare, skribent, journalist och översättare. 

## Biografi
Fürstenberg var son till handelsmannen Herman Fürstenberg och dennes hustru Ida Levin. Fürstenberg växte upp i stadsdelen Malmen i Kalmar, som då låg i utkanten av staden. Parallellt med skolgången vid Kalmar allmänna läroverk, idag Stagneliusskolan, var han verksam i den första och ursprungliga föreningen med namnet IFK Kalmar, med vilken han var med och vann det Småländska distriktsmästerskapet i fotboll 1909 och 1910. Efter studentexamen i Kalmar 1911, flyttade han till Lund för att där studera till läraryrket. Han avlade filosofie kandidatexamen 1915 i Lund och filosofie magisterexamen 1916, även det vid Lunds universitet. Under tiden Fürstenberg bodde i Lund var han styrelseledamot i Akademiska vänsterföreningen, ordförande för studentföreningen Den yngre gubben och var även med och startade Läraraspiranternas riksförbund. Under lärarkarriären var han verksam vid en rad skolor med början vid Lunds privata elementarskola. Sedan följde arbete i Linköpings läroverk, Arvika realskola, Kalmar läroverk, Ystads läroverk, Vadstena samrealskola, Helsingborgs läroverk för gossar och till sist Stockholms elementarskola.